# 东北镇 (纽约州)
东北镇（英語：North East）是位于美国纽约州达奇斯县的一个镇，地处达奇斯县东北部。2010年美国人口普查时，该镇有3031人。东北镇建于1788年，以其在达奇斯县的方位而得名。44号美国国道经过该镇。